# Rick Riordan Presents
Rick Riordan Presents ist ein Imprint des Verlags Disney Hyperion. Er wurde von dem Schriftsteller Rick Riordan gegründet und verlegt Jugendbücher, die von mythologischen Themen inspiriert sind. Ziel ist es, Sagen- und Mythentraditionen ins Zentrum zu rücken, deren Rezeption in der US-amerikanischen Literatur unterrepräsentiert ist. Entscheidend ist dabei, dass Angehörige der jeweiligen Kultur die Geschichten verfassen.

## Geschichte und Konzept
Der durch die Jugendbuchserie Percy Jackson bekannt gewordene Schriftsteller Rick Riordan berichtet, er sei vielfach gefragt worden, ob er nach dem Erfolg seiner von der griechischen, römischen, ägyptischen und nordischen Mythologie inspirierten Jugendbücher die Mythologien weiterer Kulturen verarbeiten werde. Er sei jedoch der Ansicht, selbst nicht qualifiziert zu sein, über diese Stoffe zu schreiben – dies stehe den Angehörigen der Kulturen zu, denen die Sagen und Mythen entsprangen. Er habe deshalb beschlossen, eine Plattform zu schaffen, auf der Angehörige von in den USA unterrepräsentierten Minderheitenkulturen ihr eigenes kulturelles Erbe in fantastischen Geschichten erzählen. Er wolle dabei seinen Bekanntheitsgrad einsetzen, um weniger beachteten Autorinnen und Autoren ein breites Publikum zu verschaffen. Stephanie Owens Lurie, Riordans Lektorin, leitet das Segment. Riordan fungiert als eine Art Kurator.
Die unter Rick Riordan Presents verlegten Bücher spielen im Gegensatz zu Riordans eigenen Romanen nicht im Universum von Percy Jackson, sondern jeweils in unabhängigen Welten. Ab 2018 erschienen als erste drei Bücher Aru Shah and the End of Time von Roshani Chokshi, The Storm Runner von J. C. Cervantes und Dragon Pearl von Yoon Ha Lee. Alle drei gehören inzwischen zu mehrteiligen Buchreihen.
Die Mehrheit der bisher erschienenen Bücher versteht sich als Kinderbücher für die Altersgruppe 8–12 (Middle-Grade Fiction). Die Outlaw-Saints-Reihe von Daniel José Older sowie eine weitere geplante Reihe von Stacey Lee sind die ersten unter Rick Riordan Presents verlegten Jugendbücher.

### Zugrundeliegende Mythologien
Der Reihe Tristan Strong von Kwame Mbalia liegen afroamerikanische und afrikanische Erzähltraditionen zugrunde. 2022 erschien Serwa Boateng’s Guide to Vampire Hunting von der in Ghana geborenen Autorin Roseanne A. Brown.
Weitere sechs Romane bzw. Reihen basieren auf asiatischen Mythentraditionen: Dragon Pearl und Tiger Honor von Yoon Ha Lee sowie The Last Fallen Star und The Last Fallen Moon von Graci Kim basieren auf der koreanischen Mythologie und die Bücher um Aru Shah von Roshani Chokshi auf der indischen Mythologie. Chokshi verfasste außerdem The Spirit Glass zur Mythologie der Philippinen. 2021 erschien der erste Roman von Lori M. Lee zur Mythologie der Hmong. 2023 erschien das Buch Winston Chu Vs. the Whimsies von Stacey Lee, dem chinesisch-amerikanische Erzählungen zugrunde liegen. Der 2024 erschienene Horrorroman The Dark Becomes Her von Judy I. Linn hat Anleihen an chinesische und taiwanesische Mythen.
Sajni Patels Reihe um das 2024 erschienene A Drop of Venom verbindet indische Mythen mit der griechischen Mythologie durch eine Neuerzählung des Medusa-Mythos vor dem Hintergrund der Kultur Indiens.
Der Roman City of the Plague God von Sarwat Chadda ist von der Mythologie Mesopotamiens inspiriert.
Drei der Buchreihen sind von Mythologien Amerikas inspiriert: Race to the Sun von Rebecca Roanhorse beschäftigt sich mit Mythen der Navajo, The Storm Runner und seine Nachfolgebände (deutsch: Zane gegen die Götter) sowie dessen Spin-off The Lords of Night von J. C. Cervantes mit der Mythologie der Maya und Azteken, die Reihe um Paola Santiago von Tehlor Kay Mejia basiert auf der mexikanischen Kultur.
Zur Mythenwelt der Karibik werden bisher drei Reihen und ein Einzelroman verlegt: Die Reihe um Sal and Gabi von Carlos Hernandez basiert auf der kubanischen Kultur. Der erste Band der Outlaw-Saints-Reihe von Daniel José Older erschien 2022 unter dem Titel Ballad & Dagger, sein Nachfolgeband Last Canto of the Dead erschien ein Jahr später. Im Zentrum stehen die Kultur der Santería sowie Elemente sephardischer Kultur in der Karibik. Karibische Mythologie soll auch in dem Zweiteiler Moko Magic von Tracey Baptiste eine Rolle spielen, dessen erster Band für 2023 angekündigt ist. Der Roman It Waits in the Forest von der in Trinidad und Tobago geborenen Autorin Sarah Dass erschien 2024.
Der 2021 erschienene Anthologie-Band The Cursed Carnival and Other Calamities vereint Geschichten aus allen neun dahin erschienenen Reihen sowie eine neue Geschichte von Rick Riordan selbst, die die irische Mythologie zum Thema hat.

### Übersetzungen
Alle Bücher erscheinen in englischer Sprache. Einige der Buchreihen, darunter die von Roshani Chokshi, J. C. Cervantes und Yoon Ha Lee, wurden in mehrere Sprachen übersetzt, darunter Spanisch, Portugiesisch, Italienisch, Polnisch und Türkisch.
Vollständig auf Deutsch erschienen ist bislang nur die Trilogie von J. C. Cervantes, die in einer Übersetzung von Katharina Orgaß unter dem Titel Zane gegen die Götter im Ravensburger Verlag erschienen ist. Im selben Verlag erscheinen bisher zwei weitere Reihen, die unter einem analogen Reihen-Titel vermarktet werden: Die Wächter des Himmelspalasts aus der Pandava-Serie von Roshani Chokshi, ebenfalls übersetzt von Katharina Orgaß, unter dem Reihen-Titel Aru gegen die Götter sowie Das Schwert des Schicksals von Sarwat Chadda unter dem Reihen-Titel Sikander gegen die Götter, übersetzt von Leo Strohm.

## Verlegte Bücher und Buchreihen
Roshani Chokshi: Pandava-Serie/Aru gegen die Götter
- Aru Shah and the End of Time (2018), ISBN 978-1-368-01235-5
  - Die Wächter des Himmelspalasts (2022), ISBN 978-3-473-51139-6
- Aru Shah and the Song of Death (2019), ISBN 978-1-368-01384-0
  - Im Reich des Meeresfürsten (2023), ISBN 978-3-473-40887-0
- Aru Shah and the Tree of Wishes (2020), ISBN 978-1-368-01385-7
  - Das Geheimnis des Wunschbaums (2023), ISBN 978-3-473-40888-7
- Aru Shah and the City of Gold (2021), ISBN 978-1-368-01386-4
  - Die Magie der goldenen Stadt  (2023), ISBN 978-3-4734-0889-4
- Aru Shah and the Nectar of Immortality (2022), ISBN 978-1-368-05544-4
  - Der Trank der Unsterblichkeit (2024), ISBN 978-3-4734-0916-7
- Aru Shah and the End of Time – Graphic Novel (2022), ISBN 978-1-368-07436-0

Roshani Chokshi: Einzelveröffentlichung
- The Spirit Glass (2023), ISBN 978-1-3680-9339-2

J. C. Cervantes: Storm-Runner-Trilogie/Zane gegen die Götter
- The Storm Runner (2018), ISBN 978-1-368-01634-6
  - Sturmläufer (2020), ISBN 978-3-473-40194-9
- The Fire Keeper (2019), ISBN 978-1-368-04188-1
  - Feuerhüter (2020), ISBN 978-3-473-40199-4
- The Shadow Crosser (2020), ISBN 978-1-368-05277-1
  - Schattenspringer (2021), ISBN 978-3-473-40204-5

J. C. Cervantes: Shadow-Bruja-Serie/Ren gegen die Götter
- The Lords of Night (2022), ISBN 978-1-368-06656-3
  - Nachtkönigin (2023),  ISBN 978-3-4734-0233-5
- Dawn of the Jaguar (2023), ISBN 978-1-3680-6702-7
  - Jaguarmagie (2024), ISBN 978-3-4734-0234-2

Yoon Ha Lee: Thousand-Worlds-Serie
- Dragon Pearl (2019), ISBN 978-1-368-01335-2
- Tiger Honor (2022), ISBN 978-1-368-05554-3

Carlos Hernandez
- Sal and Gabi Break the Universe (2019), ISBN 978-1-368-02282-8
- Sal and Gabi Fix the Universe (2020), ISBN 978-1-368-02283-5

Kwame Mbalia
- Tristan Strong Punches a Hole in the Sky (2019), ISBN 978-1-368-03993-2
- Tristan Strong Destroys the World (2020), ISBN 978-1-368-04238-3
- Tristan Strong Keeps Punching (2021), ISBN 978-1-368-05487-4
- Tristan Strong Punches a Hole in the Sky – The Graphic Novel (2022), ISBN 978-1-368-07500-8

Rebecca Roanhorse
- Race to the Sun (2020), ISBN 978-1-368-02466-2

Tehlor Kay Mejia
- Paola Santiago and the River of Tears (2020), ISBN 978-1-368-04917-7
- Paola Santiago and the Forest of Nightmares (2021), ISBN 978-1-368-04934-4
- Paola Santiago and the Sanctuary of Shadows (2022), ISBN 978-1-368-07687-6

Sarwat Chadda: The Adventures of Sik Aziz/Sikander gegen die Götter
- City of the Plague God (2021), ISBN 978-1-368-05150-7
  - Das Schwert des Schicksals (2022), ISBN 978-3-473-40874-0
- Fury of the Dragon Goddess (2023), ISBN 978-1-3680-8182-5
  - Der Zorn der Drachengöttin (2023), ISBN 978-3-4734-0899-3

Graci Kim: Gifted-Clans-Trilogie/Die Magie der 7 Göttinen
- The Last Fallen Star (2021), ISBN 978-1-368-05963-3
  - Yuna und der letzte gefallene Stern (2023), ISBN 978-3-961-29345-2
- The Last Fallen Moon (2022), ISBN 978-1-368-07314-1
  - Der letzte Mondstein (2024), ISBN 978-3-961-29364-3
- The Last Fallen Realm (2023), ISBN 978-1-3680-7316-5

Lori M. Lee
- Pahua and the Soul Stealer (2021), ISBN 978-1-368-06824-6
- Pahua and the Dragon's Secret (2024), ISBN 978-1-3680-8341-6

Daniel José Older: Outlaw-Saints-Serie
- Ballad & Dagger (2022), ISBN 978-1-368-07082-9
- Last Canto of the Dead (2023), ISBN 978-1-368-07090-4

Roseanne A. Brown
- Serwa Boateng’s Guide to Vampire Hunting, (2022), ISBN 978-1-368-06636-5
- Serwa Boateng’s Guide to Witchcraft and Mayhem (2023), ISBN 978-1-3680-6646-4

Stacey Lee
- Winston Chu Versus the Whimsies (2023), ISBN 978-1-368-07480-3

Sajni Patel: Venom-Reihe
- A Drop of Venom (2024), ISBN 978-1-3680-9268-5
- A Touch of Blood (2025), ISBN  978-1-3680-9877-9

Sarah Dass
- It Waits in the Forest (2024), ISBN 978-1-3680-9833-5

Judy I. Linn
- The Dark Becomes Her (2024), ISBN 978-1-3680-9909-7

Anthologie
- Rick Riordan (Hrsg.): The Cursed Carnival and Other Calamities. New Stories About Mythic Heroes (2021), ISBN 978-1-368-07083-6